# 淺井清己
淺井清己（日语：／ Asai Kiyomi，1974年4月12日—）是日本女性声優，生於東京都。属D-COLOR事務所。

## 人物特點
- 非常愛玩角子機及電視遊戲。
- 擁有日本商工會簿記2級和珠算2級資格。

## 主要出演作品

### 電視動畫
- 小魔女Doremi（佐藤なつみ）
- 火影忍者（アゲハ、日向ハナビ）
- 死神（莉莉妮特）

1997年
- 烈火之炎（森川願子）

1999年
- 麻辣教師GTO（淺野麻由子、宮崎、オルテガ）

2000年
- 學校怪談（學生們、運動會的廣播、女學生、江藤綾）

2002年
- 东京喵喵（達路、ホンチャ、女學生、アナウンス、壞心腸的女學生、部員、狙われた女性）
- 最终兵器少女（せいこ、娘）

2003年
- 魔偵探洛基（グリンブルスティ）
- 恋爱小魔女（バンブー）
- 願此刻永恆（大空寺亞由）
- 星球流浪記（梅洛里（幼年時代））

2004年
- 舞-HiME（深優·葛利亞）
- 神無月巫女（イズミ）

2005年
- 舞-乙HiME（深優、卡拉·貝里尼）

2006年
- 櫻蘭高校男公關部（櫻塚希美子、宗像亞弓、少年、小學部時期的女孩）

2007年
- DARKER THAN BLACK -黑之契約者-（July）

2009年
- 花冠之淚（愛寶那）
- DARKER THAN BLACK -流星之雙子-（July）

2010年
- 神奇寶貝鑽石&珍珠（真鳥）
- 神奇寶貝超級願望（真鳥）

2011年
- 我們沒有翅膀（日野英里子）

2013年
- 神奇寶貝XY（真鳥）

2017年
- 精靈寶可夢 太陽&月亮（真鳥[1]）

### OVA
- Akane Maniax（大空寺あゆ）
- Princess Holiday（戴安娜）

### 網絡動畫
- あゆまゆ劇場（大空寺あゆ）

### 遊戲
- 櫻花大戰V（蘭丸）
- 舞-HiME（深優·グリーア）
- 洛克人ZX（深淵鮟鱇魚‧露鈴莉）

### 外語配音
- 哈利·波特與密室（角色不明）

## 外部連結
- 淺井清己 （页面存档备份，存于）